# Ystads nya Tidning
Ystads Nya Tidning var en dagstidning utgiven i Ystad från den 26 juni 1844 till 29 december 1847.
Tidningen trycktes hos J.O. Österberg till och med 9 oktober 1847  och därefter i Österbergska tryckeriet med typsnittet fraktur. Tidningen publicerades 2 dagar i veckan onsdag och lördag med 4 sidor i formatet kvarto med 2 spalter. Priset var 3 riksdaler 16 skilling banko. Tidningen var en fortsättning av Skånska Mercurius som gavs ut 1832-1844.
Utgivningsbevis  för tidningen utfärdades för boktryckerikonstförvanten Johan F. Petzold 26 juni 1844. I Kungliga Bibliotekets exemplar saknas flertalet tidningar för 1844, 1845 och 1846.